# Diaspidiotus ternstroemiae
Diaspidiotus ternstroemiae är en insektsart som först beskrevs av Ferris 1952.  Diaspidiotus ternstroemiae ingår i släktet Diaspidiotus och familjen pansarsköldlöss. Inga underarter finns listade i Catalogue of Life.